# Colonna della Vittoria
La colonna della Vittoria (in tedesco: Siegessäule) si trova al centro della piazza stellare denominata Großer Stern, all'interno del parco del Tiergarten, a Berlino.
Come il resto della piazza, la colonna è posta sotto tutela monumentale (Denkmalschutz).

## Storia
Fu realizzata tra il 1864 e il 1873 su progetto dell'architetto Johann Heinrich Strack. Inizialmente pensata per commemorare le vittorie della Prussia nella guerra prussiano-danese, in un breve periodo a questa vittoria si aggiunsero la vittoria nella Guerra austro-prussiana e in quella Guerra franco-prussiana, le tre guerre che diedero origine all'Impero tedesco. I tre segmenti della colonna ricordano queste tre vittorie.
Inaugurata il 2 settembre 1873 da Guglielmo I di Germania era inizialmente collocata nella piazza Königsplatz, l'attuale Platz der Republik a lato del Palazzo del Reichstag.
Nel 1938-39 il regime nazista fece spostare il monumento all'interno del parco perché potesse essere visto dalla porta di Brandeburgo.

Differentemente dai piani originari, venne aggiunta una scultura di bronzo della Vittoria alta 8,3 m e pesante 35 tonnellate. La scultura, opera di Friedrich Drake, venne aggiunta per celebrare le vittorie della Prussia sull'Austria e la Francia.  Nel 1941 terminarono i lavori per l'aggiunta di un quarto blocco ai tre originali, teso a celebrare la recente vittoria sulla Francia. Dopo la guerra, i francesi avrebbero voluto distruggere la colonna, che ricordava le sconfitte inflitte dai tedeschi alla Francia, trovando però la ferma opposizione degli alleati anglo-americani. Diversi elementi decorativi vennero comunque rimossi per "depotenziare" il monumento e ripristinati solo successivamente.

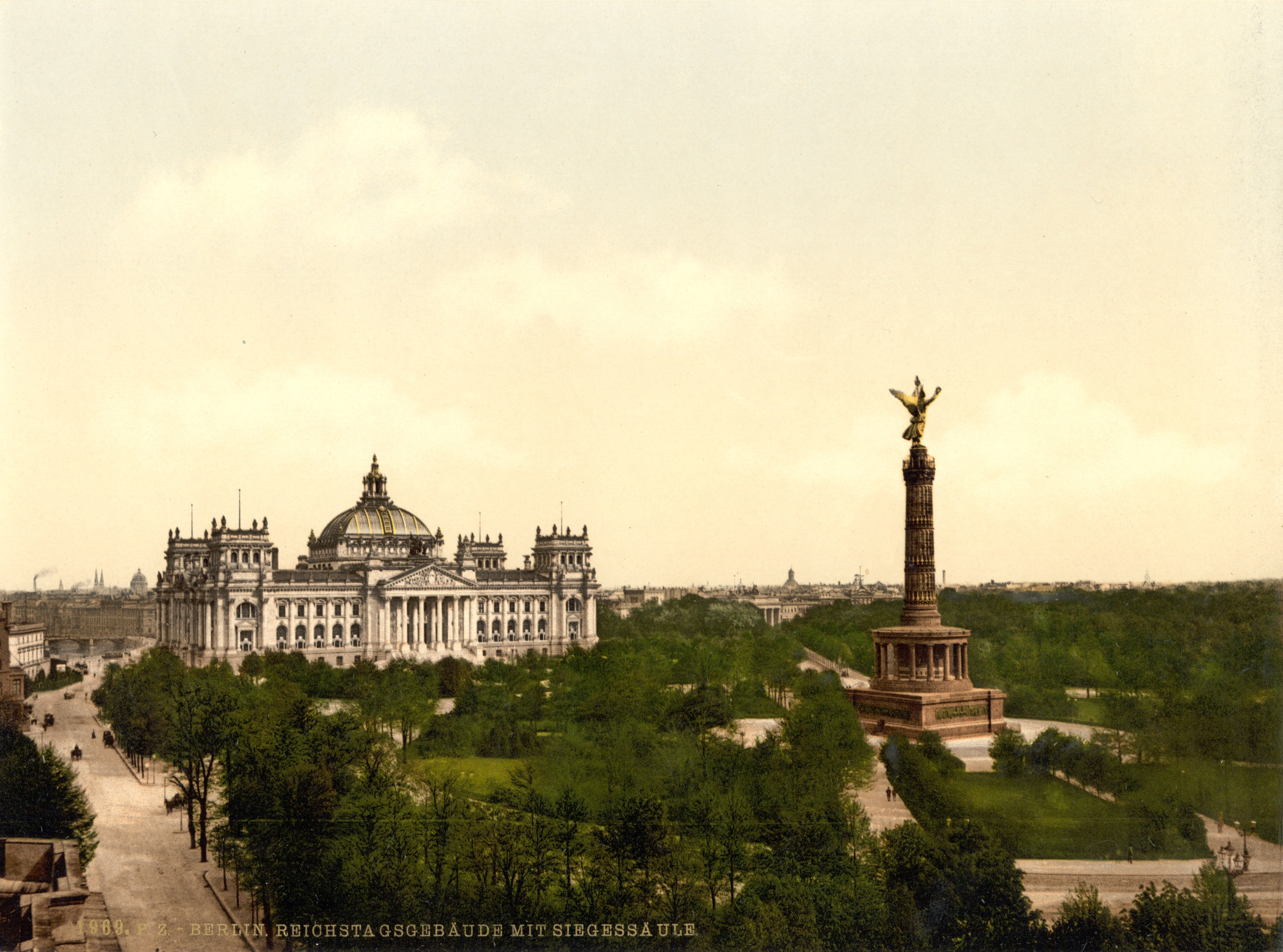
La colonna della Vittoria nelle proporzioni originali sulla Königsplatz (oggi Platz der Republik) col palazzo del Reichstag alle sue spalle, nel 1900

Johann Heinrich Strack, autore del progetto, affermò che l'idea venne dopo aver visto il faro del cimitero monumentale di Brescia.

## Architettura
Fissata su un pesante fondamento di granito rosso, la colonna si trova al di sopra di una cerchia di pilastri con un mosaico in vetro progettato da Anton von Werner, che rappresenta la nascita dell'Impero tedesco. La colonna in sé è composta di quattro grossi blocchi di arenaria, tre dei quali sono decorati con le bocche da fuoco dei cannoni dei nemici sconfitti nelle tre guerre, mentre l'ultimo è decorato con una ghirlanda aggiunta quando il monumento fu ingrandito. Il basamento è decorato con quattro bassorilievi di bronzo, che commemorano le tre guerre e l'entrata trionfale delle truppe a Berlino. I bassorilievi furono opera di quattro artisti berlinesi, ossia di Moritz Schulz, Karl Keil, Alexander Calandrelli e Albert Wolff.

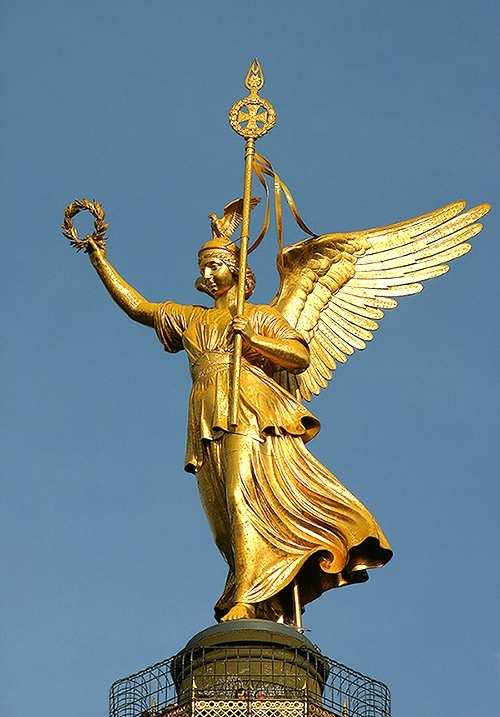
La statua della Vittoria, alta 8,3 m

L'altezza complessiva è di 66,89 m. I berlinesi la chiamano Goldelse, "Elsa d'Oro".
Circondata da una grande rotonda trafficata, la Großer Stern, i pedoni possono raggiungere la colonna attraverso quattro tunnel costruiti nel 1941. Attraverso una scalinata a spirale di 285 gradini si giunge appena sotto la statua, con una spettacolare vista della città e del Tiergarten.

## Nella cultura di massa
La colonna della Vittoria compare nel film di Wim Wenders Il cielo sopra Berlino (Der Himmel über Berlin), così come nel sequel Così lontano così vicino (In weiter Ferne, so nah!).
Il monumento è diventato il simbolo della comunità gay di Berlino ed è il punto di arrivo dell'annuale "Christopher Street Parade".